# Graninge församling
Graninge församling är en församling inom Svenska kyrkan i Ådalens kontrakt av Härnösands stift i södra Ångermanland, Sollefteå kommun, Västernorrlands län.
Församlingen ingår i Sollefteå pastorat. Församlingskyrkan heter Graninge kyrka.  

## Administrativ historik
Församlingen bildades 1673 genom en utbrytning ur Långsele församling.
Församlingen var till 1873 annexförsamling i pastoratet Sollefteå, Ed, Multrå, Långsele och Graninge. Från 1873 till 1 maj 1929 annexförsamling i pastoratet Långsele och Graninge. Från 1 maj 1929 till 1962 eget pastorat för att från 1962 åter vara annexförsamling i pastoratet Långsele och Graninge. Från 1999 ingår även Helgums församling i pastoratet. Församlingen är sedan 2021 del av Sollefteå pastorat.